# Кочевский, Никифор Григорьевич
Никифор Григорьевич Кочевский (1854 — после 1916) — учитель, станичный атаман, депутат Государственной думы I созыва от Кубанской области и Черноморской губернии.

## Биография
Кубанский казак. Выпускник учительской семинарии. Более 12 лет служил народным учителем. Занимал должность чиновника при Кубанском областном правлении. В течение 6 лет, с 1892 по 1898 год, был станичным атаманом станицы Брюховецкой. В течение 9 лет (1898-1906) был членом Екатеринодарской городской управы. 5 лет был исполняющим должность городского головы Екатеринодара. В 1898 году — член правления (казначей) Кубанского общества потребителей.  1899—1902 — член Комиссии по заведованию городским кладбищем при Екатеринодарском городском управлении, в 1903—1907 — председатель той же комиссии. В 1903 — председатель Врачебно-санитарного совета. В 1904—1905 — член Екатеринодарского уездного воинского присутствия.
26 мая 1906 избран в Государственную думу I созыва от съезда уполномоченных от казачьих станиц Кубанской области. Вошёл в Конституционно-демократическую фракцию. Выступил в Думе по поводу мобилизации казачьих войск.

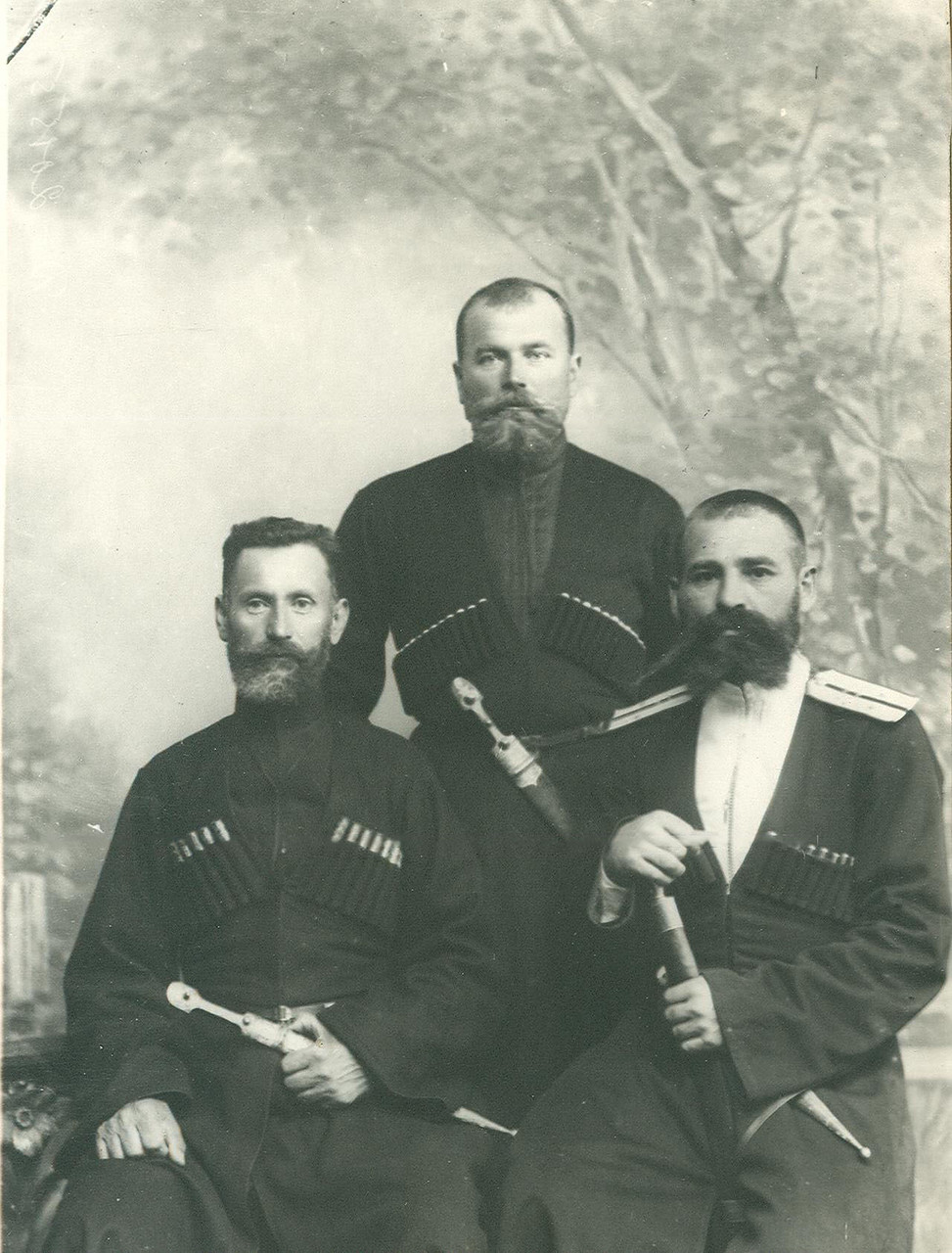
Депутаты 1-й Думы кубанские казаки: Никифор Кочевский, Пётр Гришай и Кондрат Бардиж.

- В 1907 году — председатель Комиссии по устройству и заведованию городской аптекой Екатеринодара.
- В 1909 — 1911 годах — товарищ директора Екатеринодарского городского общественного банка.
- В 1909 — 1914 годах — член попечительного совета Екатеринодарской 2-й женской гимназии, член правления Екатеринодарского благотворительного общества.
- В 1912 — член правления Кубанского исправительного приюта.
- В 1912 — 1916 годах — почётный член попечительства Кубанского войскового приюта для девиц[3].

Дальнейшая судьба и дата смерти неизвестны.

### Чины
В 1908 — титулярный советник, с 1913 по 1914 — коллежский асессор, с 1915 — 1916 — надворный советник.

## Комментарии
1. ↑  На сайте Генеалогического форума ВГД участник Станислав Юрьевич Кавчевский (Stan_is_love) приводит выписку из не названного издания: "Казачьи сходки проходили каждый месяц. В период с 1914 по 1927 годы в Должанской сменилось три атамана – Горбань, Муравицкий и Кочевский. Их помощниками были Курысь, Дунай, Холод, Кеда, Бида и Зобуруний".[3] и ниже приведён детальный послужной список Никифора Григорьевича Кочевского из чего можно сделать вывод, что автор предполагает, что именно он был атаманом станицы Должанской. Очевидно, что речь идёт о другом Кочевском, возможно, родственнике.